# Manon Straché
Manon Straché (née Manon Rockstroh le 27 mars 1960 à Magdebourg) est une actrice allemande.

## Biographie
Née d'une mère danseuse, elle étudie à l'École nationale de ballet à Berlin pour ensuite se diplômer entre 1980 et 1984 en théâtre à l'école d'art dramatique « Hans Otto » à Leipzig. Il lui aura d'ailleurs fallu huit tentatives pour être acceptée.
À partir de 1984, elle se produit à l'Academixer, un kabarett satirique de Leipzig. Elle quitte ensuite la RDA en novembre 1989.
Elle se fait connaître au début des années 90 pour son rôle de Claudia Rantzow, une fleuriste dans le feuilleton Lindenstraße. L'actrice décroche d'ailleurs le rôle principal dans la série Hotel Elfie, produite par la chaîne ZDF et dans laquelle le personnage de Elfie Gerdes ouvre son propre petit hôtel. Il s'agit d'un spin-off de la série Girl Friends – Freundschaft mit Herz. Après avoir reçu en 1987 le prix de la critique du District de Leipzig, elle reçoit le prix Telestar pour son rôle dans Girl Friends. Elle a aussi joué dans la série télévisée Das Traumschiff.
Manon Straché fait aussi du doublage. Elle a prêté sa voix au personnage de Tante Tyrannja Vamperl dans la version allemande de Wounchpounch.
Outre ses apparitions à l'écran, Manon Straché s'est aussi produite sur les scènes de Berlin et Hambourg pour les dernières fois en 2011 et en 2012 dans l'adaptation théâtrale de la comédie Calendar Girls,, aux côtés de Brigitte Grothum, Sylvia Wintergrün, Gaby Gasser (de), Herma Koehn (de) et Ingrid Mülleder (de).
En octobre 2017, elle gagne le concours culinaire Küchenschlacht lors de la semaine des célébrités.
Elle est mariée depuis 1993 à l'acteur Peer Jäger et vit à Berlin.

## Filmographie
- 1990-1995 : Lindenstraße (série télévisée)
- 1995-2007 : Girl Friends – Freundschaft mit Herz (série télévisée)
- 1997 : Ausgerastet
- 1998 : Adelheid und ihre Mörder (épisode 15, Mord mit Monogramm)
- 2000 : Hotel Elfie (série télévisée, 13 épisodes)
- 2001 : Der Club der grünen Witwen
- 2004 : Die Boxerin
- 2005 : Löwenzahn – Die Reise ins Abenteuer
- 2005 : Der Bulle von Tölz: Liebesleid
- 2008 : Im Gehege
- 2009 : Baby frei Haus